# Kéri Edit
Kéri Edit (Budapest, 1926. december 13. – 2021. június 13.) magyar színművésznő, publicista.

## Gyermekkor, ifjúság
Édesapja klinikai portás volt az Üllői úti sebészeten, édesanyja háztartásbeli. Mindketten református, paraszti származású emberek. 1932-től a Dugonics utcai iskolában végezte a négy elemit. 1937-től volt a Baár–Madas református gimnázium tanulója, Pataki-, később Horthy-ösztöndíjjal. A gimnázium egyik legjobb tanulója, a Horthy-gyűrű várományosa, a legjobb matematikus, testnevelésből gerendabajnok volt. Kosárlabdázott, röplabdázott, buzogánylabdázott. Három alkalommal nyerte el a gimnázium legjobb tornászlánya címet. 13 évig tanult zongorázni, ebből négyet a Zeneakadémián.
Az 1945-ös év elejétől gimnáziumi tanulmányait a Lónyay utcai – koedukálttá tett – református gimnáziumban folytatta. Marx György (egykori osztálytársa) mögött a második helyen végzett egy matematikaversenyen.

## A Főiskola
1945 nyarán felvették a Színművészeti Főiskolára, színész szakra. Egyszerre járt a Főiskolára és a Zeneakadémiára. A második év után a Rátkai Márton Színész Egyesületi Főiskolán folytatta tanulmányait. A zeneakadémiát nem tudta befejezni. Egy év múlva újabb felvételi vizsgával visszavették a Színművészetire. Osztálytársai voltak Keres Emil, Szirtes Ádám, Gyurkovics Zsuzsa, Örkényi Éva, Békés Itala és Kohut Magda. Az osztálya a Gertler-féle első filmes osztály, olyan növendékekkel, mint Tímár István, Bacsó Péter és Nádasy László.
Tanárai voltak Lehotay Árpád, Ladányi Ferenc, Gellért Endre, Abonyi Géza, Sík Sándor, Devecseri Gábor és Duronelly vívómester. Tanulmányai mellett a Nemzeti Színházban statisztált, így Bajor Gizivel is lehetett egy színpadon.
1948-ban kapta első szerepét; Christie: Ádám és Éva című kamara darabjában Ráday Imre, Mezey Mária, Kozák László, Szemere Vera és Pálos György voltak a partnerei, a Bárdos Artúr igazgatta Belvárosi Színházban. Lehotay Árpád, és Zoltán Pál is közreműködött az előadásban. A darab nagy siker volt, kilencvenszer került színre.
Főiskolai vizsgaelőadása Kocsonya Mihály házassága, amelyben Gera Zoltán volt a partnere. Előadták még a Platón: Krecsitet, Gogol: Háztűznézők című darabját és Az Ifjú Gárdát. (Ez utóbbit az Izabella téri Pesti Magyar Színházban, Klára Koveljovát játszotta, Kálmán György volt a partnere.)
1950-ben az egész osztályt felvették az akkor alakuló Honvéd Színházba: Gera Zoltán, Szirtes Ádám, Tándor Lajos, Keres Emil, Bagó László, Ferencz László, Kohut Magda, Békés Itala, Örkényi Éva és Bakos Magda mellé. Vidéki helyőrségekben és titkos katonai objektumokban (is) játszottak. A Dohány utcai Hungária Fürdő színházterme volt a budapesti premierjátszóhelyük.
A Honvéd Színházból alakult meg 1951-ben a Néphadsereg Színháza, amely a Vígszínház akkori neve volt. Itt ismerkedett meg későbbi férjével, Mezey Lajossal. 1951 elején házasodtak össze, de már 1953-ban elváltak. A Honvéd, majd Néphadsereg Színházában az alábbi darabokban játszott: Nálunk Szibériában, Csokonai: Kultúra, Sztrelkov: Anya.

## Győri évek
1951-ben barátja és volt osztálytársa, Földes Gábor hívta Győrbe primadonnának, és augusztus 1-jén, három hónapos terhesen le is szerződött. Végigjátszotta az őszi évadot, majd 1952. február 13-án megszülte fiát, Mezey Andrást.
Főbb szerepei voltak Győrben: Elisa (Pygmalion), Melinda (Bánk Bán), Eurydike (Orpheus), Aranka (A kőszívű ember fiai), Kiss Örzse (Mézeskalács), Kántor kisasszony (A Tanítónő), Kata (Makrancos hölgy), Leila (Gül Baba), Vajákos asszony (8 hold föld), Herma (Bizánc), Orlovszky Herceg (Denevér) Mária (Vannak még kísértetek), Juliette (Luxemburg Grófja) Ez utóbbiban Dsida Jenő testvére, Dsida Aladár volt a partnere. Jó kritikákat kapott, a közönség is szerette. Ignotus is dicsérő sorokat írt róla. 1954-ben hozzáment Kardos G. György dramaturghoz.
Gáti György volt az igazgató és Giricz Mátyás lett a főrendező. 1955-ben megkapta a Szocialista Kultúráért díjat, amit Darvas József kulturális miniszter adott át a győri városházán. 1956 májusában elvált Kardos G. Györgytől.
1956 nyarán a Kőszívű ember fiait adták elő Csehszlovákiában, Komáromban, a színházban is és a szabadtéri színpadon is. A darabnak idehaza is nagy sikere volt. Minden évben megtartották Budapesten a vidéki színházak találkozóját, amelyen minden társulat egy előadással szerepelt. 1956-ban a győriek a „Kőszívűt” vitték a seregszemlére. A szakma is elismerte az előadást. 1956-ban felterjesztették Jászai Mari-díjra.

## 1956
1956. október 24-én a társulat részt vett a városi békés tüntetésen. Földes Gábor vitte a magyar lobogót, mellette Kéri. Földesnek eleredt az orra vére, és ő vette át a zászlót. Egy novemberi társulati gyűlésen felszólalt, elítélte a Szovjetuniót a forradalom leveréséért, széttépte a párttagkönyvét, és állást foglalt a sztrájk mellett. Ezért 1957. március 14-én három napra letartóztatták. Júniusban ismét letartóztatták, és büntetőeljárást indítottak ellene.
A győri városházán tartott nyilvános tárgyaláson sorra megdőltek a vádpontok, ennek ellenére két évet kapott a népi demokratikus államrend megdöntésének kísérletéért. Gáti és Giricz is ellene vallottak. 1958 februárjában tartották meg a másodfokú tárgyalást a Legfelsőbb Bíróságon. Az a Vágó Pál volt a bírája, aki Mansfeld Pétert 16 évesen halálra ítélte. Meglepő módon felmentette a fő vádpont alól, és csak izgatás miatt ítélte el, 10 hónap börtönre. 1958. április 15-én szabadult.

## Nehéz évek
1958. augusztus 1-jén sikerült egy hat hónapos szerződést kötnie Kaposvárra. Kis Viczáknét játszotta a Nem élhetek muzsikaszó nélkülben, és Ximénát a Cidben. 1959. január 31-től ismét állás nélküli színésznő lett. Ekkor házasodott össze Sándor Géza színművésszel. 1959 őszén idegösszeroppanást kapott. A hárshegyi idegszanatóriumba került, ahol az akkor még fiatal dr. Iván László lett a kezelőorvosa.
1961 nyarán Szegeden szerepelt az Ember Tragédiája nyári szegedi szabadtéri előadásában. Máthé Erzsi helyett ugrott be, és eljátszotta a londoni színben a cigányasszonyt. 1962-ben elvált Sándor Gézától. 1962-ben megszervezte, hogy állástalan színésznők előadják García Lorca: Bernarda Alba háza című darabját. Andrássy Ilona, Hajnóczy Lívia és sokan mások játszottak a darabban. Az egyetlen előadást a Nemzeti Színház Kamara Színházában, a későbbi Katona József Színházban tartották meg, meghívott szakmai közönségnek, kollégáknak, kritikusoknak.
1962-ben a Vígszínházban beugrott O’Casey: Az Ezüstkupa című darabjában a Schubert Éva által játszott női főszerepbe, annak betegsége miatt.
1963. április 1-jén hozzáment Gozmány György operettbonvivánhoz. Továbbra sem kapott állást. Nyaranta maszek színészbrigádot szerveztek, és járták a Nyírséget könnyű vígjátékokkal. Ők írták a darabokat, ők készítették a díszleteket és a jelmezeket, és maguk rendezték a darabokat. Szentesi Zoltán, Vay Ilus, Raffay Blanka és Tóváry Pál voltak a társulat további tagjai.
Néha sikerült alkalmi szerepekhez jutnia, a Kamara Varietében, vagy a Bartók Gyermek Színházban, ahol Harmónia Tündért játszotta Ránki: Muzsikus Péter című gyermekdarabjában, ugyanott játszott a Mátyás király Juhásza című darabban. Az Irodalmi Színpadon Babits: Második Ének című művében lépett fel. 1963-ban átvette Karlotta szerepét a Vígszínházban, a Néma Leventében. A színházak fesztiválján is ő játszotta nagy sikerrel. 1964-ben az Irodalmi Színpadon az Ember tragédiája oratórikus változatában lépett fel Bessenyei Ferenccel (Ádám), Lukács Margittal (Éva) és Ungváry Lászlóval (Lucifer). Ezen kívül szilveszteri fellépések, apró szerepek a rádióban, filmgyárban (Fűre lépni szabad, Csínom Palkó), és szinkron.

## Küzdelmek
1969 tavaszán Színházi Szövetségi gyűlést tartottak a Fészek Klub Gobelin termében. Fél órás beszédet tartott az állástalan színésznők helyzetéről. Óriási visszhangja volt a hozzászólásának. Beszédét később le is írta, és kiküldte a Szabad Európa Rádiónak, ahol arról tudósítottak is. Beadványt írt az állástalan színésznők helyzetének megoldási javaslatairól, és azt eljuttatta a Pénzügyminisztériumba, a Munkaügyi Minisztériumba, a Kulturális Minisztériumba, a SZOT-ba, és a Színházi Szakszervezetbe. Negyven színésznő írta alá, köztük Krencsey Marianne, Vay Ilus. A javaslatai között szerepelt a filmgyári státusz, a szinkron státusz, peremkerületi színházak alapítása, a munkaügyi és egyéb oktató filmekben igazi színészek szerepeljenek, a rádióban, az esti mesében, és egyéb műsorokban ne csak a Kossuth-díjas színészek szerepeljenek, és hogy hozzanak létre gyermekszínházat. Ezeknek a javaslatoknak egy része meg is valósult később. Egy hónapra rá tüntetést szervezett a Színházi Szakszervezet Gorkij fasorbeli székháza elé. Mintegy 30-40 állástalan színész jelent meg a szakszervezeti székház előtt. Köztük (Ambrus András, Pogány Margit, Szilágyi Lajos, Tóváry Pál, Karácsonyi Magda, Serfőző Ilona, Felvinczy Viktor, Szende Mária, Csornai Irén és még sokan mások) A funkcionáriusok (Deák Sándor, Ungváry László, Németh Antal, és Szabó Ervin) tárgyaltak velük.
1969-ben Madame Curie születésének centenáriumán írt egy háromfelvonásos színdarabot a nagy tudósnő életéről, a Varsóban meghirdetett drámapályázatra. A darab különdíjat nyert. Itthon majdnem büntető ügye lett a dologból, mert azzal vádolták, hogy engedély nélkül kicsempészte a darabot külföldre. 1969. augusztus 1-jén szerződést kapott a Kecskeméti Katona József Színházba. Ázsia Anyját alakította Bertolt Brecht: Kaukázusi krétakörében. A rendező, Ruszt József utasítása szerint elidegenedett színházat kellett játszani, a lehető legkevesebb színészi eszközzel, smink és jelmez nélkül. A premier estjén, az előadás előtt 10 perccel eltűnt, a WC-be zárkózott, saját jelmezt öltött, és kisminkelte magát. Csak amikor színpadra szólították, akkor jött elő, és a színpadon egyedüliként kisminkelve, jelmezben, érzelemdúsan „játszott”. Ennek ellenére egyedül ő kapott dicsérő kritikát.
1970-ben Galgóczi Erzsébetnek az 1956-os győri eseményekről szóló darabját mutatták be: A Főügyész feleségét. Kéri még az ötvenes évek elején ismerte meg Galgóczit, amikor Földes felfedezte a Sopron megyei fiatal parasztlányt, és felvette dramaturgnak a színházhoz. Így lett Galgócziból írónő. Kéri nehezményezte, hogy Galgóczi elferdítette az 1956-os győri történéseket, és a premier utáni banketton, az Arany Homok Szálló dísztermében az igazgató, a rendező és a megyei, városi vezetők gyűrűjén áttörte magát, és a szemébe vágta Galgóczinak, hogy meghamisította a történetet. 1970 őszén nem hosszabbították meg a szerződését.
Kecskeméten énekórákat vett Nemeskéri Kiss Gábortól. Az idős mester rögtön felismerte az erőteljes Wagner szoprán hangot. Nemeskéri fiatalkorában Beniamino Gigli mellett is volt korrepetitor.
1970 januárjában Mihály András, Békés András és Lukács Miklós meghallgatták az Operaházban. Malonyai Dezső is segített az ügyben, és beajánlotta Kónya Sándorhoz, aki akkor a Met-ben volt operaénekes. Kónyának tetszett a hangja, és összehozta egy német impresszárióval, de Kérinek nem sikerült szerződést kötnie. 1973 februárjában meghalt férje, Gozmány György. 1973. augusztus 1-től egyéves szerződést kapott a Nemzeti Színházba.

## Kutatások, írások
1977 januárjában megismerkedett Beszédes András vajdasági vívóedzővel, egykori olimpikonnal, és februárban össze is házasodtak. 1977 októberében meglátogatták Beszédes András idős édesanyját Nagybecskereken. Részt vettek a katonai pompával megrendezett koszorúzáson az aradi vértanú, Ittebei Kiss Ernő sírjánál. Ekkor kezdett el a szabadságharccal és Görgeivel foglalkozni.
Az 1978-as évet Dalmáciában töltötték, Rogoznicán, Beszédes tengerparti telkén, ahol nyaralót építettek. Az volt a tervük, hogy kiadják, és abból szerettek volna megélni. Azonban 1979-ben súlyos nyelőcsőműtétet hajtottak végre rajta. Szervezetét megtámadta egy kórházi vírus, hetekig élet és halál között volt. 1985-ben elvált férjétől. Ettől kezdve minden energiáját a Ki volt Görgei? című könyve megírásába fektette, amivel 1986-ban el is készült, a kiadás azonban egyelőre elmaradt.
1988-ban meghallgatott egy rádióriportot Balajti Géza filmoperatőrrel, aki arról beszélt, hogy Szibériában, Barguzinban erősen él a hagyomány, hogy Petőfi Sándor ott élt fogolyként a szabadságharc után, és ott is van eltemetve. Kéri szponzort keresett egy szibériai Petőfi-expedícióhoz. Írt Soros Györgynek, Spéter Erzsébetnek, Rubik Ernőnek és Béres Józsefnek. Végül is Morvai Ferenc, a kazánkirály vállalta az expedíció finanszírozását. Ő a szovjet piacon volt érdekelt, úgyhogy kapóra jött neki a dolog.
1989-ben indult az expedíció, Kiszely István antropológussal, régészekkel, Balajtival és Kérivel. Morvai vezette az expedíciót. Barguzinban meggyőződésük szerint megtalálták Petőfi sírját és csontvázát, azonban erről azóta is vita folyik tudományos berkekben. 1989 végén megírta könyv alakban az expedíció történetét, Petőfi Szibériában címmel, amit 1990 februárjában ki is adtak, nagy siker lett.

## Színházi szerepeiből
A Színházi adattárban regisztrált bemutatóinak száma: 52; ugyanitt két színházi felvételen is látható.
- John Boynton Priestley: Ádám és Éva (Joyce)[5]
- Offenbach: Orfeusz (Euridike)
- Lehár FerencÉ Luxemburg grófja (Juliette)
- Kisfaludy Károly: A hűség próbája (Márta)
- Csokonai Vitéz Mihály: Kultura[6]
- Shaw: Pygmalion (Liza)
- Shakespeare: Makrancos hölgy (Kata)
- Pierre Corneille: Cid (Ximena)
- Hubay Miklós: Ők tudják mi a szerelem (Charlotte)
- Romhányi József-Chitz Klára: Muzsikus Péter újabb kalandjai (Harmónia tündér)
- Karinthy Ferenc: Ezer év (Júlia)
- Herczeg Ferenc: Bizánc (Herma)[7]
- Katona József: Bánk bán (Melinda)
- Galgóczi Erzsébet: A főügyész felesége (id. Komoródiné)[8]

## Politikai tevékenysége
1989 után történelmi és politikai tárgyú cikkeket kezdett megjelentetni. Először Batthyány búcsúleveléről írt, majd a guruló dollárok ügyéről, és abban Horn Gyula és Szűrös Mátyás szerepéről. Legfőbb ügyészi parlamenti interpelláció lett az ügyből, de a végén csak Tímár Mátyás volt Nemzeti Bank-elnök ellen indítottak eljárást deviza bűntett ügyében. Ő tette köztudottá, hogy Pető Iván SZDSZ-politikus szülei ávósok voltak, hogy Gadó György SZDSZ-politikus apja az ötvenes években vérbíró volt, hogy Szabó András alkotmánybíró szervezte meg a hetvenes évek elején a kommunista rendőrség megbízásából a szocialista Algéria rendőrségét. Ő mutat rá arra, hogy kik lőttek 1956. október 25-én az FM tetejéről a Parlament előtti békés tüntetők ezreire (köztük tucatnyi akkori parlamenti képviselő apja).
1994-ben a Zacsek Gyula-féle Piacpárt színeiben indult a parlamenti képviselői helyért Pető Iván zuglói körzetében, de alulmaradt. 1994-ben Boross Péter miniszterelnök adta át neki a POFOSZ székházban a Magyar Köztársasági Érdemrend középkeresztje kitüntetést, Győr városától is kapott elismerő kitüntetést, és Pongrátz Gergely, a Corvin köziek főparancsnoka is kitüntette, ezekkel a szavakkal: Golyóstolladdal többet ártasz a kommunistáknak, mint mások golyószóróval!
1995-ben Szörényi Leventével megalapította a Zrínyi Egyesületet, és tüntetést szervezett a szigetvári Szulejmán szobor előtt, valamint a budapesti török nagykövetség előtt. A török nagykövet találkozót kért tőle. Annyit elért, hogy Szigetváron nemcsak Szulejmánnak van szobra, hanem a hős várvédőnek, Zrínyinek is állítottak szobrot.
A kilencvenes években kilenc tüntetést szervezett, melyeken sípjával és dobjával fújta, verte a rigmust: "T-ávo-zz ÁVO!" Tüntetett Balsai István igazságügyi miniszter ellen, a Bárd és Társa ügyvédi iroda ellen (egykori ávós tiszt az alapító), a Görgei-szobor felállítása ellen, a szigetvári Szulejmán-szobor ellen. 1996-ban megjelent Ki volt Görgei? című könyve.
1998-ban a Talentum Színházban Csemer Géza két egyfelvonásos darabjában is főszerepet kapott: a Digestorban és a Löeffl boltban. Mindkettőben egy-egy cigánynőt alakított hitelesen. 2000 áprilisában újabb könyve jelent meg: Mikor tanult meg Széchenyi magyarul? címmel. 2007 márciusában a Magyarok Világszövetsége kiadta a Kik lőttek a Kossuth téren '56-ban? című könyvét. 2008 júniusában megjelent Hogyan halt meg József Attila? című könyve.

## Filmjei[9]
| - Fűre lépni szabad (1960) – Újságírónő - A pénzcsináló (1964) - Miért rosszak a magyar filmek? (1964) - Forró vizet a kopaszra! (1972) – Pénztárosnő az önkiszolgáló étteremben - Csínom Palkó (1973) - Szikrázó lányok (1974) – Munkásnő - Jelbeszéd (1974) - Autó (1974) - Árvácska (1975) – Nő - Ékezet (1977) - Magyarok (1977) - Valaki figyel (1984) – Tréfásné (hangja: Pásztor Erzsi) - Higgyetek nekem! (1985) - A vád (1996) | - Délután ötkor (1965) – Ágnes kolleganője - Egy óra múlva itt vagyok… (1971) – Ápolónő - A labda (1973) - Téli sport (1974) - Faits divers (1976) - Megtörtént bűnügyek (1976) - Robog az úthenger 1-6. (1976) - A legnagyobb sűrűség közepe (1981) - A tranzitutas (1982) - A fantasztikus nagynéni (1986) |

### Szinkron
Tizenhárman vacsorára (Thirteen at Dinner) [1985] (1. magyar szinkron, 1989)

## Könyvek
- Ki volt Görgei? Egy kémtörténet felfedezése. Kutatás – meglepetésekkel 1-2.; Dénes József, Bp., 1996
- Petőfi Szibériában?!; Eötvös–Szent Gellért, Bp., 1990
- Mikor tanult meg Széchenyi magyarul?; Magyarok Világszövetsége Magyarok Háza, Bp., 2000
- Széchenyi gyermekkori magyar nyelvtudása; Logod BT, Bp., 2000
- Kik lőttek a Kossuth téren '56-ban?; Magyarok Világszövetsége, Bp., 2007
- Kik lőttek a Kossuth téren '56-ban?; 2. jav., bőv. kiad.; Magyarok Világszövetsége, Bp., 2008
- Hogyan történt József Attila halála? Pótnyomozás Garamvölgyi László könyve nyomán; Bolváry Gyula., Bp., 2008
- Kik lőttek a Kossuth téren '56-ban?; 3. jav., bőv. kiad.; Magyarok Világszövetsége, Bp., 2009
- Kik lőttek a Kossuth téren '56-ban?; 4. jav. kiad.; Magyarok Világszövetsége, Bp., 2011